# CS Sedan Ardennes
Club sportif Sedan Ardennes – francuski klub piłkarski z siedzibą w Sedanie, założony 7 listopada 1919. Dwukrotny zdobywca Pucharu Francji (1956 i 1961).

## Historia
Klub założono 7 listopada 1919 pod nazwą Union athlétique Sedan-Torcy. W 1953 r. stał się klubem zawodowym. Po fuzji z Racingiem Paris w 1966 r. zmienił nazwę na Racing Club Paris-Sedan. W 1970 r. zmienił nazwę na Club sportif Sedan Ardennes, a w 1974 r. po fuzji z Mouzon – na Club sportif Sedan Mouzon Ardennes. W 1976 r. powrócił do nazwy Club sportif Sedan Ardennes.
9 maja 2007 po porażce 1:2 z Lille OSC drużyna spadła do Ligue 2.

## Osiągnięcia
- Puchar Francji (2): 1956, 1961
- Finalista Pucharu Francji (3): 1965, 1999, 2005

## Kadra zawodnicza w sezonie 2012/13
Stan na 8 lutego 2013
| Nr | Poz. | Piłkarz                                           |
| -- | ---- | ------------------------------------------------- |
| 1  | BR   | Geoffrey Lembet                                   |
| 2  | OB   | Florentin Pogba (wypożyczony z AS Saint-Etienne)  |
| 3  | OB   | Florian Pinteaux (wypożyczony z AS Monaco)        |
| 4  | OB   | Habib Bellaïd                                     |
| 5  | PO   | Jamel Aït Ben Idir                                |
| 6  | PO   | Damien Marcq (wypożyczony z SM Caen)              |
| 7  | PO   | Fabien Tchenkoua                                  |
| 9  | PO   | Virgile Reset (wypożyczony z US Boulogne)         |
| 10 | PO   | Florian Makhedjouf                                |
| 11 | PO   | Yoann Court                                       |
| 13 | NA   | Naïm Sliti                                        |
| 15 | OB   | Kalifa Traoré (wypożyczony z Paris Saint-Germain) |

| Nr | Poz. | Piłkarz                                      |
| -- | ---- | -------------------------------------------- |
| 16 | BR   | Ulrich Ramé                                  |
| 17 | NA   | Mamadou Diallo                               |
| 19 | PO   | Emmanuel Koné                                |
| 20 | PO   | Farid Beziouen                               |
| 21 | OB   | Kévin Boli                                   |
| 22 | OB   | Bira Dembélé                                 |
| 23 | NA   | Abdoulaye Diaby                              |
| 24 | OB   | Claude Dielna (wypożyczony z Olympiakos SFP) |
| 25 | PO   | Ahmed Yahiaoui                               |
| 26 | PO   | Mickaël Le Bihan                             |
| 30 | BR   | Florent Perraud                              |

## Europejskie puchary
Legenda do wszystkich tabel:
- Q – runda eliminacyjna, 1/16, 1/8, 1/4, 1/2 – odpowiednia faza rozgrywek, Grupa – runda grupowa, 1r gr – pierwsza runda grupowa, 2r gr – druga runda grupowa, F – finał, R – runda, PO – play-off
- k. – rzuty karne, los. – losowanie, Dogr. – dogrywka, w. – zasada bramek strzelonych na wyjeździe

| Sezon   | Rozgrywki                 | Runda | Przeciwnik          | Dom | Wyjazd | Ogólnie |
| ------- | ------------------------- | ----- | ------------------- | --- | ------ | ------- |
| 1961/62 | Puchar Zdobywców Pucharów | Q     | Atlético Madryt     | 2–3 | 1–4    | 3–7     |
| 1970/71 | Puchar Miast Targowych    | 1R    | 1. FC Köln          | 1–0 | 1–5    | 2–5     |
| 2000    | Puchar Intertoto          | 2R    | Leiftur Olafsjördur | 3–0 | 3–2    | 6–2     |
| 2000    | Puchar Intertoto          | 3R    | VfL Wolfsburg       | 0–0 | 1–2    | 1–2     |
| 2001/02 | Puchar UEFA               | 1R    | Marila Pribram      | 3–1 | 0–4    | 3–5     |

## Link zewnętrzny
- Oficjalna strona internetowa (fr.)